# Jean Louis de Nogaret de La Valette
Jean Louis de Nogaret de La Valette (1554-1642) – diuk Épernon, jeden z najbardziej wpływowych przedstawicieli magnaterii francuskiej na początku XVII wieku. Urodził się w Caumont, w Langwedocji.
Był synem Jeana de Nogaret de La Valette oraz Jeanne de Saint-Lary de Bellegarde. Zarówno jego ojciec, jak i dziadek byli związani z wojskiem, oczywista wydawała się więc przyszłość młodego Jeana.
Podczas wojen z hugenotami opowiedział się po stronie katolickiej. W trakcie oblężenia La Rochelle w latach 1572-1573 po raz pierwszy zauważony został przez przyszłego króla Francji, Henryka III Walezego. W roku 1578 Nogaret został jednym z faworytów króla. Od tego czasu jego kariera polityczna szybko się rozwijała, w 1587 został admirałem. Wtedy też poślubił Marguerite de Foix-Candale, z którą miał czworo synów: Henryka, Bernarda, Piotra oraz Ludwika. Kolejna żona, Anne Castelet de Monier, wydała na świat kolejną czwórkę dzieci: Jana-Ludwika, Ludwika oraz Bernarda, a także córkę Ludwikę.
Po zabójstwie króla w 1589 r., Nogaret przystąpił do tworzenia niezależnego rządu w Prowansji. Po siedmiu latach musiał jednak ukorzyć się przed królem, by ponownie zacząć snucie intryg, co ostatecznie doprowadziło do jego morderstwa w 1610 r. W kolejnych latach prowadził dalszą działalność polityczną. Zmarł w 1642.